# Brand Whitlock

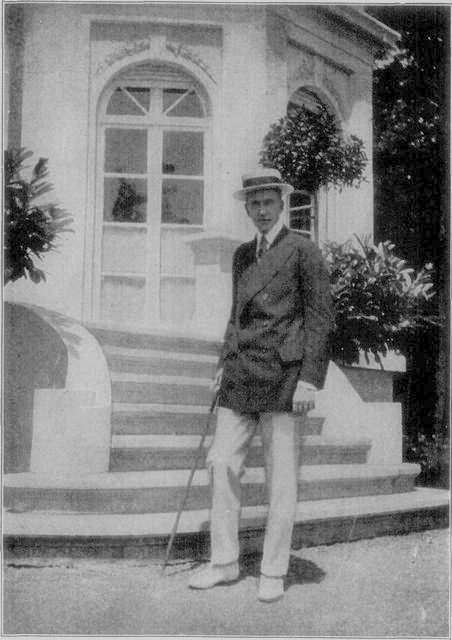
Brand Whitlock in 1917

Brand Whitlock (Urbana, 4 maart 1869 – Cannes, 24 mei 1934) was een Amerikaans politicus, diplomaat, journalist en schrijver. Hij was Amerikaans gevolmachtigd minister in België tijdens de Eerste Wereldoorlog, en de humanitaire rol die hij daarin speelde ten behoeve van de Belgische bevolking maakte hem zowel in België als internationaal hooggerespecteerd.
Hij werkte als journalist voor de Chicago Herald en studeerde rechten bij senator John M. Palmer. In 1894 werd hij toegelaten tot de balie. Hij werd een partner in de firma Cole, Whitlock & Milroy in Toledo (Ohio). Hij ging ook in de politiek als lid van de Democratische Partij en werkte voor John Peter Altgeld, de gouverneur van Illinois. Als onafhankelijke en progressief werd hij vier keer verkozen als burgemeester van Toledo (1906-1914). Hij bouwde een reputatie op van een eerlijk en efficiënt bestuurder.
Daarna benoemde president Woodrow Wilson hem tot gevolmachtigd minister van de Verenigde Staten in België. Toen de Eerste Wereldoorlog uitbrak bleef hij op post in Brussel. Hij kon burgemeester Adolphe Max overtuigen dat het geen zin had om verzet te bieden tegen het oprukkende Duitse leger, en kon zo de stad Brussel vrijwaren van het lot dat Leuven had ondergaan. Koning Albert I heeft hem hiervoor bedankt. Hij organiseerde de verdeling van de voedselhulp die de hoofdzakelijk Amerikaanse Commission for Relief in Belgium (onder voorzitterschap van Herbert Hoover) naar de Belgische bevolking zond. Hij ondernam ook pogingen om het leven te redden van de Engelse verpleegster Edith Cavell, die vele geallieerde soldaten uit België had helpen ontsnappen; maar zijn tussenkomst was vergeefs, de Duitsers executeerden haar in oktober 1915.
Whitlock werd geassisteerd door zijn vrouw Ella, die contact onderhield met de vrouwenorganisaties in hun thuisstaat Ohio. Deze zamelden hulpgoederen in voor de getroffen Belgische bevolking. Het Vrouwen Hulpcomité stond onder leiding van de vrouw van de rector van de State University van Ohio.
Toen de Verenigde Staten in 1917 de oorlog verklaarden aan Duitsland week Brand Whitlock uit naar Le Havre, maar onmiddellijk na de wapenstilstand van 1918 keerde hij terug naar Brussel, waar hij Amerikaans gezant bleef tot 1921. Daarna trok hij zich uit de diplomatie terug en vestigde zich aan de Franse Azurenkust, waar hij overleed in 1934.
Whitlock schreef 18 boeken, waaronder enkele romans en een biografie, Forty Years of It (1914). Op 11 januari 1918 werd hij gekozen tot lid van de American Academy of Arts and Letters.
De Brand Whitlocklaan in Brussel (Sint-Lambrechts-Woluwe) is naar hem genoemd.